# DSK Basketball Nymburk
DSK Basketball Nymburk byl český ženský basketbalový klub, který sídlil v Nymburce ve Středočeském kraji. Založen byl v roce 2005 jako DSK Karlín a od roku 2013 začal působit v Nymburce. Pod patronát nymburského klubu se dostal v roce 2014. Zanikl v roce 2019 po ukončení spolupráce s mužským basketbalovým klubem. Licence na nejvyšší soutěž pak byla následně prodána chomutovským Levhartům. Klubové barvy byly černá, oranžová a bílá.
Nejvýraznějším úspěchem klubu bylo vítězství v domácím poháru ročníku 2015/16 a druhé místo v české lize v témže roce. Na mezinárodním poli tento klub reprezentoval Českou republiku pravidelně v evropském poháru EuroCup v basketbalu žen, největším úspěchem v této soutěži bylo čtvrtfinále v sezóně 2015/16. V letech 2014–2019 působil v české nejvyšší basketbalové soutěži žen, známé pod názvem Ženská basketbalová liga.
Své domácí zápasy odehrával ve sportovním centru Nymburk s kapacitou 1 700 diváků.

## Získané trofeje
- Český pohár v basketbalu žen ( 1× )
  - 2015/16

## Soupiska sezóny 2018/2019
Zdroj:
| Číslo | Stát     | Hráčka               | Ročník | Výška  | Příchod z                                  |
| 3     | Česko    | Kamila Hošková       | 1995   | 175 cm | Rider University Broncos (USA, univerzita) |
| 5     | Česko    | Simona Sklenářová    | 2000   | 181 cm | BA Sparta Praha                            |
| 8     | Švédsko  | Johanna Sofia Prytz  | 1996   | 187 cm | AIK Basket (Švédsko)                       |
| 9     | Švédsko  | Crystel Bella Bittar | 1998   | 171 cm | AIK Basket (Švédsko)                       |
| 11    | Česko    | Romana Stehlíková    | 1985   | 190 cm | Good Angels Košice (Slovensko)             |
| 13    | Česko    | Alena Huňková        | 1987   | 174 cm | DSK Karlín                                 |
| 14    | Česko    | Eliška Mircová       | 1996   | 176 cm | VŠ Praha                                   |
| 15    | Česko    | Michaela Krejzová    | 1998   | 184 cm | ZVVZ USK Praha                             |
| 17    | Česko    | Tereza Krakovičová   | 1987   | 190 cm | Diósgyőri VTK (Maďarsko)                   |
| 21    | Česko    | Nikola Dvořáková     | 2001   | 172 cm | Slovanka MB                                |
| 22    | Ukrajina | Aleksandra Chomenčuk | 1989   | 202 cm | Abdullah Gül Üniversitesi BK (Turecko)     |
| 34    | USA      | Chloe Lynn Wells     | 1992   | 172 cm | Iraurgi SB (Španělsko)                     |

## Umístění v jednotlivých sezonách
Stručný přehled
Zdroj:
- 2014–2019: Ženská basketbalová liga (1. ligová úroveň v České republice)
- 2014–2015: Central Europe Women's League (mezinárodní soutěž)

Jednotlivé ročníky
Zdroj:
Legenda: ZČ - základní část, červené podbarvení - sestup, zelené podbarvení - postup, fialové podbarvení - reorganizace, změna skupiny či soutěže
| Česko (2014 – 2019)  |                               |           |          |                                       |                                                               |
| Sezóny               | Soutěž                        | Úroveň    | ZČ       | Play-off, nadstavba, sk. o udržení... | Poznámky                                                      |
| 2014/15              | Ženská basketbalová liga      | 1. úroveň | 4. místo | Zápas o 3. místo (prohra)             |                                                               |
| 2015/16              | Ženská basketbalová liga      | 1. úroveň | 2. místo | Finále                                |                                                               |
| 2016/17              | Ženská basketbalová liga      | 1. úroveň | 4. místo | Zápas o 3. místo (prohra)             |                                                               |
| 2017/18              | Ženská basketbalová liga      | 1. úroveň | 2. místo | Zápas o 3. místo (výhra)              |                                                               |
| 2018/19              | Ženská basketbalová liga      | 1. úroveň | 4. místo | Čtvrtfinále                           | Hráno s Karlovými Vary; po sezóně prodej licence do Chomutova |
| Celoevropské soutěže |                               |           |          |                                       |                                                               |
| Sezóny               | Soutěž                        | Úroveň    | ZČ       | Play-off, nadstavba, sk. o udržení... | Poznámky                                                      |
| 2014/15              | Central Europe Women's League | 1. úroveň | nehráno  | Zápas o 3. místo (prohra)             |                                                               |

Poznámky
- 2018/19: V této sezóně působilo nymburské ženské družstvo pod svojí licencí jako jeden tým s Karlovými Vary pod názvem BS (Basketbalové společenství) DSK Basketball Nymburk-KV.[11]

## Účast v mezinárodních pohárech
Zdroj:
| Výkonnostní úrovně                                                              |
| superpohár – Superpohár v basketbalu žen                                        |
| 1. výkonnostní úroveň – Pohár mistrů evropských zemí, Euroliga v basketbalu žen |
| 2. výkonnostní úroveň – Pohár Ronchettiové, EuroCup v basketbalu žen            |

Legenda: EL - Euroliga v basketbalu žen, PMEZ - Pohár mistrů evropských zemí, EC - EuroCup v basketbalu žen, SP - Superpohár v basketbalu žen, PR - Pohár Ronchettiové
- EC 2015/16 – Čtvrtfinále
- EC 2016/17 – Šestnáctifinále
- EC 2017/18 – Základní skupina H (3. místo)
- EC 2018/19 – 1. kolo